# I Wanna Be Your Boyfriend
I Wanna Be Your Boyfriend – drugi singel zespołu Ramones promujący album Ramones, wydany w kwietniu 1976 przez wytwórnię Sire Records.

## Lista utworów
1. „I Wanna Be Your Boyfriend” (Tommy Ramone) – 2:24
2. „California Sun” (Henry Glover/Morris Levy)/„I Dont Wanna Walk Around With You” (Dee Dee Ramone) – 3:55

- Utwór 2 pochodzi z koncertu w klubie „The Roxy” w Los Angeles.

## Skład
- Joey Ramone – wokal
- Johnny Ramone – gitara, wokal
- Dee Dee Ramone – gitara basowa, wokal
- Tommy Ramone – perkusja, producent